# Aina Cid
Aina Cid Centelles (Amposta, 1 de septiembre de 1994) es una deportista española que compite en remo, especialista en la prueba de dos sin timonel.
Ganó una medalla de bronce en el Campeonato Mundial de Remo de 2018 y cuatro medallas en el Campeonato Europeo de Remo, entre los años 2019 y 2023.
Participó en tres Juegos Olímpicos de Verano, en la prueba de dos sin timonel, ocupando el sexto lugar en Río de Janeiro 2016 (junto con Anna Boada), el sexto en Tokio 2020 (con Virginia Díaz) y el séptimo en París 2024 (con Esther Briz Zamorano).
Estudió el grado de Ciencias del Deporte en la Universidad Estatal de Ohio y el máster de Desarrollo Motriz Infantil en la Universidad de Liverpool John Moores.

## Palmarés internacional
| Campeonato Mundial | Campeonato Mundial | Campeonato Mundial | Campeonato Mundial |
| Año                | Lugar              | Medalla            | Categoría          |
| ------------------ | ------------------ | ------------------ | ------------------ |
| 2018               | Plovdiv (Bulgaria) | Medalla de bronce  | Dos sin timonel    |
| Campeonato Europeo |                    |                    |                    |
| Año                | Lugar              | Medalla            | Categoría          |
| 2019               | Lucerna (Suiza)    | Medalla de oro     | Dos sin timonel    |
| 2020               | Poznań (Polonia)   | Medalla de plata   | Dos sin timonel    |
| 2021               | Varese (Italia)    | Medalla de bronce  | Dos sin timonel    |
| 2023               | Bled (Eslovenia)   | Medalla de bronce  | Dos sin timonel    |